# Обвідний
Обвідний — лінійна станція 5-го класу Коростенської дирекції Південно-Західної залізниці на лінії Коростень — Звягель I між станціями Коростень (6 км) та Гранітний (14 км). 
Розташована біля села Жабче Коростенського району Житомирської області.

## Історія
Станція виникла 1964 року. Електрифікована у складі дільниці Коростень — Яблунець у 2005 році.

## Пасажирське сполучення
На станції Обвідний зупиняються приміські поїзди у коростенському та шепетівському напрямкам.